# إنفلونزا القطط

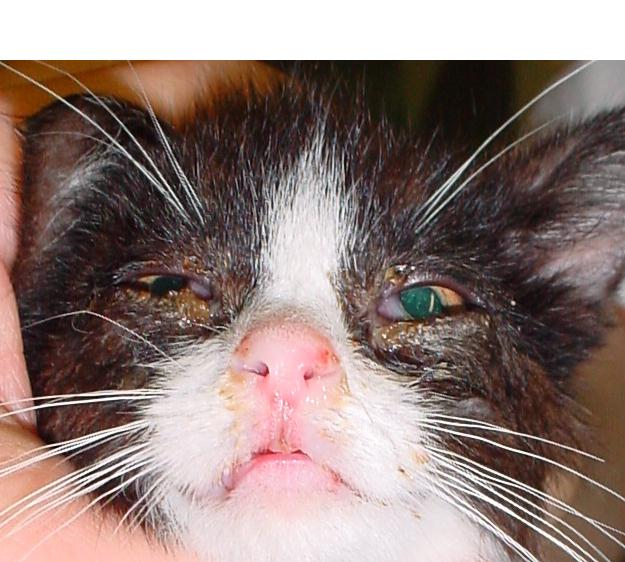

إنفلونزا القطط (بالإنجليزية: Cat flu)‏ هي الاسم الشائع لمرض الجهاز التنفسي العلوي القطط. في حين أن أمراض الجهاز التنفسي العلوي القطط يمكن أن يكون سببها العديد من مسببات الأمراض المختلفة، إلا أن هناك بعض الأعراض التي يشتركون فيها.
يمكن أن تصيب إنفلونزا الطيور القطط أيضًا، لكن «إنفلونزا القطط» هي تسمية خاطئة بشكل عام، لأنها لا تشير عادةً إلى الإصابة بفيروس الإنفلونزا. بدلاً من ذلك، هي متلازمة، مصطلح يشير إلى المرضى الذين يظهرون عددًا من الأعراض التي يمكن أن تسببها واحدة أو أكثر من هذه العوامل المعدية (مسببات الأمراض):
1. فيروس الهربس القططي الذي يسبب التهاب الأنف و الأنف الفيروسي القططي (نزلات البرد). هذا هو المرض الأكثر شيوعًا في التسمية الخاطئة «إنفلونزا القطط».
2. فيروسات القطط - (أمراض الجهاز التنفسي للقطط).
3. بورديتيلا منتنة للقصبات - (سعال الكلاب للقطط).
4. الكلاميديا فيليس - (الكلاميديا).

في جنوب إفريقيا، يُستخدم مصطلح إنفلونزا القطط للإشارة إلى فيروس parvovirus. هذا مضلل، حيث أن انتقال فيروس parvovirus نادرًا ما يشمل القطط.